# Omi
Omi (臣?) è un antico titolo ereditario giapponese con cui venivano investite alte personalità politiche. Assieme al titolo di Muraji, era appannaggio degli esponenti dei più potenti clan durante i periodi Kofun e Asuka.
Omi e Muraji, questi ultimi maestri di cerimonia a corte, erano i più alti tra i titoli nobiliari di quel tempo, che nel loro insieme venivano chiamati kabane. I più importanti clan di Muraji furono quello dei Mononobe, il cui capo era comandante dell'esercito, e quello dei Nakatomi, i maestri cerimonieri dei sacri rituali shinto di corte.
Ai più potenti Omi venne aggiunto il prefisso "grande" (Ō?, 大) e furono chiamati Ōomi (大臣), titolo equiparabile a quello di capo di governo. Tra i più importanti, secondo gli annali giapponesi Nihongi, vi furono Kazuraki no Tsubura (葛城円) durante il regno dell'imperatore Richū, Heguri no Matori (平群馬鳥) durante i regni di Yūryaku e di Seinei e Kose no Ohito (許勢男人) durante il regno di Keitai.
All'inizio dell'era classica giapponese, conosciuto come Periodo Asuka, venne alla ribalta il clan Soga, i cui capi dominarono la scena politica della vita di corte nel VI e VII secolo. Gli importanti Ōomi di questa famiglia furono Soga no Iname, Soga no Umako, Soga no Emishi e Soga no Iruka.
Divennero i più influenti consiglieri degli imperatori, a cui si imparentarono cedendo in moglie le loro figlie. Furono fra i primi ad abbracciare la nuova religione buddhista, importata dalla Corea, ed a favorirne l'adozione come dottrina di corte. Ciò creò una frattura con i potenti Muraji, fautori della tradizione shinto, e diede il via ad un secolo di lotte per il potere.
Dopo i primi successi dei Muraji, che riuscirono a cacciare i monaci buddhisti inviati dal regno coreano di Baekje, prima durante il regno dell'imperatore Kinmei e poi durante quello di Bidatsu, i Soga riuscirono ad ottenere l'egemonia nel 587, sconfiggendo nella battaglia di Shigisan le truppe dei Mononobe. Il potere dei Soga, che corrispose ad un periodo fiorente della storia giapponese, durò fino al 645 quando, in un complotto ordito da Nakatomi no Kamatari e dal futuro imperatore Tenji, furono uccisi i capi dei Soga, decretando la distruzione del clan e la fine delle ostilità.
Negli anni seguenti, le riforme dei Soga vennero modificate con gli editti di riforma di Taika, compilati secondo i voleri dell'imperatore Tenji e di Nakatomi no Kamatari, che divenne il più influente consigliere del sovrano. Ricevette il feudo di Fujiwara ed il suo ramo del clan Nakatomi prese il nome di clan Fujiwara, che avrebbe avuto il controllo della corte imperiale fino alla fine del XII secolo.
Nel 684 le cariche dei governatori e dei sacerdoti di corte, che venivano chiamate kabane, furono ufficialmente riformulate. Al livello più alto vennero posti i discendenti diretti degli imperatori ed al secondo gli Ason, il primo dei quali era stato Kamatari già prima di questa riformulazione. Gli Ason presero il posto degli Omi come consiglieri principali del sovrano, e le loro figlie andarono in moglie agli imperatori anziché quelle degli Omi.
Gli Omi, che fino ad allora erano stati al vertice della gerarchia nobiliare, scesero al sesto posto della stessa, ricoprendo incarichi di minore importanza. Nei secoli successivi, con il progressivo dissolversi dei clan e l'affermazione di altre gerarchie, il sistema dei kabane, e con esso il titolo di Omi, caddero in disuso.